# 杜甫 (明朝宦官)
杜甫（1468年5月4日—1527年11月17日）， 保定府涞水县人，弘治时御马监太监、正德时尚衣监掌印太监。在他去世后由兵部尚书王时中为他撰墓志铭，鸿胪寺少卿高岱书，武定侯郭勋篆。

## 生平
成化四年（1468年），出生。
成化十八年（1482年），被选入宫廷，在御用监肄业。不久，侍奉太子朱佑樘，升为长随。
弘治十六年（1503），升为奉御。
弘治十八年（1505），升为御马监左监丞，负责佥押。不久，再升御马监太监，允许在宫中骑马，赐给蟒衣、玉带。
正德元年（1506年），奉命到陕西王府等府送敕符。
正德二年（1507年），调任尚衣监掌印太监，并且掌管显武营军务。
正德七年（1512年），奉命到福建地方挂袍织造。
正德九年（1514年），奉命总督京师、通州等处仓场。
正德十年（1515年），转任御马监太监，湖广等地镇守太监，赏赐龙服，又转任福建镇守太监。
正德十六年（1521年），明武宗病逝，按惯例，担任神宫监右少监，调到康陵司香。
嘉靖六年（1527年），去世。

## 亲属
- 杜礼（父）
- 张氏（母）
- 杜原（大哥）
- 杜庆（二哥）
- 杜昂（侄）